# كلوتيلد أسيان
كلوتيلد اسيان الملقبة بجونيور (ولدت في 6 أغسطس 1985) ملاكمة من الكاميرون، ولاعبة فنون قتالية مختلطة، ولاعبة كرة قدم متقاعدة، تعيش حاليا في جوهانسبرج بجنوب أفريقيا.

## الحياة المهنية في كرة القدم

### حياة النادي المهنية
سجلت أسيان 17 هدف خلاله سيرتها في نادي تونر كالارا لعام 2004. وفي أكتوبر 2006 سُجلت كلاعبة في نادي غينيا الاستوائية في لاس فيغاس.

### الحياة المهنية عالميا
كانت أسيان قادمة للعب في منتخب الكاميرون لكرة القدم للسيدات لبطولة نساء الكاميرون لعام 2004، ولكنها لم تستطع نتيجة لتمزق في فخذها الأيسر. بعد ذلك بعامين، تم تجنيسها من قبل غينيا الاستوائية للعب لمنتخبها الوطني.

### الأهداف العالمية
قائمة نتائج وأهداف مباراة غينيا الاستوائية الأولى
| الرقم | التاريخ        | المكان                                  | الخصم        | الأهداف | النتائج | المنافسة                                        |
| ----- | -------------- | --------------------------------------- | ------------ | ------- | ------- | ----------------------------------------------- |
| 1     | 28 أكتوبر 2006 | أوليه، دلتا، نيجيريا                    | نيجيريا      | 2-2     | 4-2     | بطولة نساء أفريقيا لعام 2006                    |
| 2     | 3 نوفمبر 2006  | استاد أوغارا تاونشيب، أوغارة، نيجيريا   | الجزائر      | 2-2     | 3-3     | بطولة نساء أفريقيا لعام 2006                    |
| 3     | 3 نوفمبر 2006  | استاد أوغارا تاونشيب، أوغارة، نيجيريا   | الجزائر      | 3-3     | 3-3     | بطولة نساء أفريقيا لعام 2006                    |
| 4     | 11 مارس 2007   | ملعب كالدونيان، بريتوريا ، جنوب أفريقيا | جنوب أفريقيا | 1-1     | 4-2     | بطولة الكونفدرالية الأوليمبية للسيدات لعام 2008 |
| 5     | 11 مارس 2007   | ملعب كالدونيان، بريتوريا ، جنوب أفريقيا | جنوب أفريقيا | 2-2     | 4-2     | بطولة الكونفدرالية الأوليمبية للسيدات لعام 2008 |

## مهنة الفنون القتالية المختلطة
في 2016، هزمت أسيان بنمي أوجولي من نيجيريا ورشدا مالليك وأنسي فان دير ماروي، وكلاهما من جنوب أفريقيا.

## حياة الملاكمة
مثلت أسيان الكاميرون في دورة العاب الكومنولث لعام 2018 وكانت راية العلم في موكب الأمم خلال حفل الافتتاح. خسرت أمام تامارا ثيبولت من كندا في الدور ربع النهائي لبطولة النساء للوزن المتوسط.

## روابط خارجية
- كلوتيلد أسيان على موقع بوكس ريك (الإنجليزية) (registration required)
- كلوتيلد أسيان على موقع الاتحاد الدولي (مؤرشف)  (الإنجليزية)
- كلوتيلد أسيان على موقع كووورة
- كلوتيلد أسيان على موقع Tapology.com (الإنجليزية)